# علاج زمني
طريقة العلاج الزمني (بالإنجليزية: Chronotherapy)‏ هي تقنية علاجية حديثة، تقوم بالأساس على استخدام علاجات تتوافق مع إيقاع الدورة البيولوجية اليومية الخاصة بجسم المريض  بغرض زيادة فعالية العلاج والحد من آثاره الجانبية.
يمكن تطبيق هذا النوع من العلاج في في العديد من المجالات العلاجية، على غرار علاجات الأمراض النفسية والجسدية التي تدار وفقا لجدول زمني محدد يتوافق مع الإيقاع الفيزيولوجي لجسم المريض من أجل تحقيق أقصى قدر من الفعالية. من جملة هذه المجالات نجد على سبيل المثال تطبيق العلاج الزمني في علاج الربو،  والسرطان وارتفاع ضغط الدم  بالإضافة إلى أنواع متعددة من الكآبة التي تشمل الاضطراب العاطفي الموسمي واضطراب المزاج ثنائي القطب.

## تاريخ العلاج الزمني
تم تطبيق العلاج الزمني (العلاج المتزامن مع طريقة عمل الجسم) لأول مرة خلال الستينيات، عندما بدأ الأطباء لأول مرة في وصف جرعات الستيرويد لتقليل التفاقم الصباحي لالتهاب المفاصل الروماتويدي. حيث أنه وفي هذا الوقت من اليوم بالضبط يبدأ جسم الأشخاص الأصحاء في إنتاج عدد متزايد من المنشطات. بحلول منتصف ثمانينات القرن العشرين، اكتشف الباحثون وجود صلة بين صعود وهبوط عمل الجسم ومستوى الكولسترول والقرحة والربو. على سبيل المثال، يزداد إنتاج الكولسترول والدهون الأخرى خلال المساء، لذلك ينصح المرضى عادة بتناول الأدوية الموصوفة في وقت الغداء. يمكن لأي شخص عانى من نوبة حرقة ليلية أن يؤكد أن إفراز حمض المعدة يزداد أيضا في المساء. وبالتالي، فإن الأدوية المضادة للقرحة التي تقلل مستوى إنتاج الحمض ستعمل بشكل أكثر فعالية إذا ما تم تناولها خلال هذا الوقت بالذات.

## أمثلة العلاج

### الصرع
على الرغم من العلاج المضاد، فإن ما يقرب من ثلث المصابين بالصرع يعانون من النوبات بشكل متكرر. تأخذ العديد من هذه النوبات أنماط يومية أثناء النوم و/أو الاستقاظ، أو على مدار الساعة، أو حتى وفق نمط شهري. ارتباطا بذلك، أثبتت بعض الدراسات التي لايزال بعضها قيد الإنجاز أن هناك علاقة مباشرة بين المؤشرات الحيوية وتغيرات الحالة، حيث أن النتائج الأولية أشارت إلى أن حالة بعض هذه النماذج تكون مرتبطة في العادة بالإيقاع البيولوجي الذاتي للمريض. عطفا على ما سبق، تشير التجارب الأولي المرتبطة بمجال علاج الصرع إلى أن العلاج الزمني قد يوفر تحكما أفضل بنوبات الصرع لدى البعض من هؤلاء المرضى مقارنة بالعلاج التقليدي.